# Султанов Тахтамурат
Тахтамурат Султанов (1909, місто Ташкент, тепер Узбекистан — ?) — радянський узбецький діяч, народний комісар торгівлі Узбецької РСР, постійний представник РНК (РМ) Узбецької РСР при РНК (РМ) СРСР. Депутат Верховної Ради СРСР 2-го скликання.

## Життєпис
Трудову діяльність розпочав у 1927 році чорноробом механічного цеху ташкентської тютюнової фабрики «Уртак».
З 1932 року — заступник голови виконавчого комітету Куйбишевської районної ради міста Ташкента. Потім працював на керівних посадах в радянських організаціях Ташкента. Член ВКП(б).
З 1940 року — заступник народного комісара місцевої промисловості Узбецької РСР; секретар Ташкентського міського комітету КП(б) Узбекистану.
До 1945 року — народний комісар торгівлі Узбецької РСР.
З 1945 року — постійний представник Ради народних комісарів (з 1946 року Ради міністрів) Узбецької РСР при Раді народних комісарів (з 1946 року Раді міністрів) СРСР.
Подальша доля невідома.

## Нагороди
- орден Трудового Червоного Прапора
- медалі